# 비반응성 기체
비반응성 기체(영어: unreactive gas) 또는 불활성 기체(영어: inert gas)는 주어진 일련의 조건 아래에서 화학 반응을 겪지 않는 가스이다. 일반적으로 비활성 기체라고 부르는 18족 원소는 모두 비반응성 기체에 포함된다. Inert gas라는 말은 18족 원소(noble gas)를 일컫는 경우도 있기 때문에 18족 원소가 아닌 반응성이 없는 기체를 모두 포함하기 위해 비반응성 기체라고 부른다.
이렇게 바람직하지 못한 화학 반응은 흔히 공기 중의 산소와 수분과의 산화 및 가수 분해 반응이다. 정제된 아르곤 기체 또는 질소는 가장 일반적으로 그들의 높은 자연 존재비 (78% N2, 공기 중의 1% Ar)및 상대적으로 저렴한 비용으로 비반응성 기체로서 사용된다. 예를 들어 역사적으로 매우 가치가 있는 오래된 고서나 유물을 비반응성 기체가 담긴 통에 담아 보존할 수 있다. 